# Portret Doriana Greya
Portret Doriana Greya é um filme de drama russo de 1915 dirigido por Vsevolod Emilevitch Meyerhold.

## Enredo
Film é uma adaptação do romance de Oscar Wilde com o mesmo título.

## Elenco
- Varvara Yanova...	Dorian Grey
- Vsevolod Meyerhold...	Lord Henry Wotton
- G. Enriton
- P. Belova
- Doronin